# George Renwick
George Renwick (George Russell Renwick; * 7. August 1901 in Marylebone; † 25. Juli 1984 in Chichester) war ein britischer Sprinter.
Bei den Olympischen Spielen 1924 in Paris gewann er mit der britischen Mannschaft Bronze in der 4-mal-400-Meter-Staffel. Über 400 m erreichte er das Viertelfinale.